# Laura Ruggieri
Pour les articles homonymes, voir Ruggieri.
Laura Ruggieri, née le 29 février 1996 à Marseille, est une archère française.

## Palmarès
- Championnats d'Europe
  -  Médaillée d'or aux Championnats d'Europe de tir à l'arc 2014 en tir à l'arc classique par équipes avec Aurélie Carlier et Sophie Planeix[2].